# 2008 год в автомобилестроении
Список событий в автомобилестроении в 2008 году.

## События

### Январь
- 9 — Открылась 9 автомобильная выставка Auto Expo в Нью-Дели.[1]
- 13 — Открылась выставка в североамериканском международном автосалоне.[2].

### Февраль
- 29 — АвтоВАЗ, консорциум инвесторов во главе с госкорпорацией Ростехнологии и французский концерн Renault подписали пакет документов о стратегическом партнёрстве, в рамках которого Renault приобрёл блокирующий пакет акций АвтоВАЗа (25% плюс 1 акция)[3].

### Март
- 26 марта — Tata Motors купила у Ford Motor Company британские Jaguar и Land Rover[4].

### Апрель
- 11 — с конвейера завода Mercedes-Benz в Бремене[нем.] сошёл пятимиллионный автомобиль. Им стал универсал C-класса (заводской код W204) цвета «серый тенорит»[5].
- 20 — На  Пекинском автосалоне состоялся мировой дебют нового седана премиум-класса Nissan Teana[6].
- 22 — компактный кроссовер Mercedes-Benz GLK-класса (заводской код X 204) впервые был представлен на  Пекинском автосалоне. Продажа автомобиля с ярко выраженным стилем и полным приводом началась в октябре[7].

### Май
- 29 — День военного автомобилиста

### Июнь
- 11 — с конвейера АвтоВАЗ сошёл 25-миллионный автомобиль. Им стала LADA Kalina с кузовом универсал[8].
- 27 — В Лондоне была представлена специальная версия минивэна Mercedes-Benz Vito «Black cab» для использования в качестве такси. Автомобиль был оснащен дополнительной управляемой задней осью, что позволяло ему соответствовать требованиям властей по максимальному радиусу поворота[9].

### Июль
- 25 — на Горьковском автозаводе стартовало производство Volga Siber, слегка изменённого Chrysler Sebring. Выпуск был прекращен 31 октября 2010 года из-за низкого спроса и убыточности производства[10][11].

### Август
- 22 — компания Nissan официально объявила о начале производства своего первого легкового автомобиля — минивэна Livina в Бразилии[12].

### Сентябрь
- 19 — китайское совместное предприятие Dongfeng Nissan выпустило миллионный автомобиль. Новенький Nissan X-TRAIL сошёл в этот день с конвейера завода в Хубэй[13].
- 29 — стартовали продажи  Nissan Murano второго поколения в Японии[14].

### Октябрь
- последнее воскресенье месяца — День автомобилиста и дорожника

### Ноябрь
- 17 — автомобиль Opel/Vauxhall Insignia стал победителем конкурса Автомобиль 2009 года. Набрав 321 голос, он всего на одно очко опередил второго призёра Ford Fiesta, третье место занял Volkswagen Golf[15].
- 18 — состоялась мировая премьера Nissan Cube третьего поколения[16].
- 20 — начались продажи микроавтомобиля Toyota iQ в Японии[17].

### Декабрь
- 2 — На заседании Конгресса США представители General Motors заявили о своём намерении развивать и поддерживать 4 основные бренда (Chevrolet, Cadillac, Buick, GMC), при этом отказавшись от Saturn, Pontiac, Hummer и Saab.
- 12 — Daimler AG купил 10 % акций КАМАЗа.[18][19][20]

## События без точной даты
- Поступил в продажу обновлённый Ford Focus.[21]

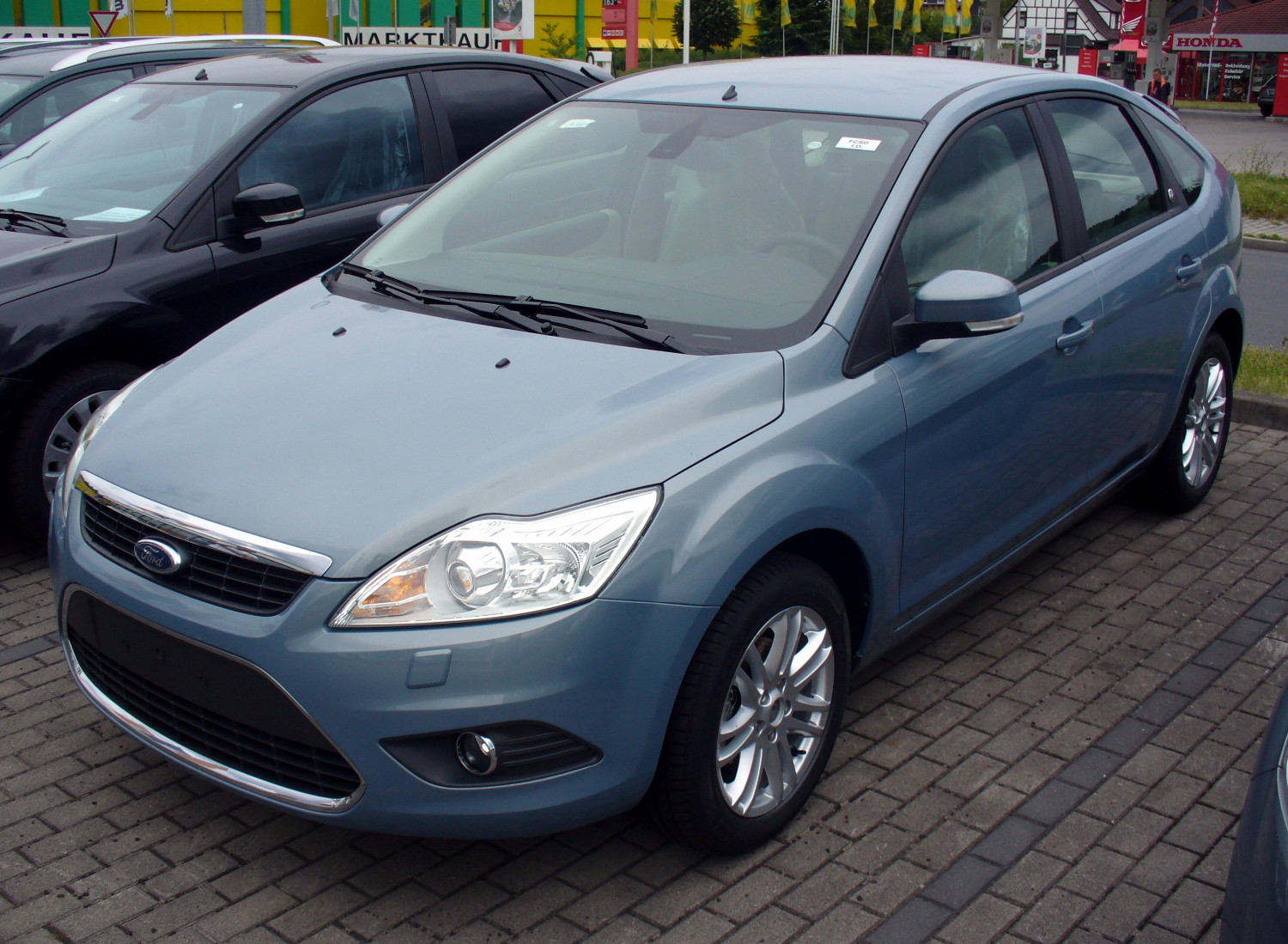
Ford Focus II — Рестайлинг 2008 года

## Представлены новые автомобили
- январь — Maybach Landaule,Audi R8 TDI V12 Concept,Saleen SA-25 Sterling Edition,Gemballa Avalanche GTR 800 EVO-R,Gemballa Avalanche GTR600 Roadster,Hyundai Elantra Touring «Beach Cruiser» Concept,MCE MC1
- февраль — Rinspeed sQuba,Alton F-650 XUV,Suzuki Equator,Hartmann Mercedes Sprinter Sp5,K.O7 Spyder
- март — Suzuki Kizashi 3 Concept,IMSA Lamborghini Murcielago GTR,Vorbild Mercedes-Benz CLS,Aston Martin Vantage V12 RS
- апрель — Bugatti Veyron Fbg par Hermes,Ford Focus CC Black Magic,Wald Mercedes C-класс Sports Line GT,Delta4x4 Toyota Land Cruiser 200,Caterham Superlight R500,Loder1899 Ford Focus
- май — D&H Falen,Gemballa Avalanche 600 GT2 EVO,Ford Mondeo Titanium X Sport
- июнь — Konigseder Smart Fortwo,BMW GINA,SAIC Fengyi,Breckland Beira
- июль -
- август -
- сентябрь — GEM Peapod,Spyker C8 Laviolette LM85
- октябрь — Arash AF10,Carbon Motors E7
- ноябрь — Honda FC Sport, Nissan Qashqai +2
- декабрь — Marussia B2